# Ricky Whittle
Richard „Ricky” Whittle (ur. 31 grudnia 1981 w Oldham) – brytyjski aktor telewizyjny i filmowy, model, znany z roli Calvina Valentine'a w operze mydlanej dla nastolatków Życie w Hollyoaks. Występował także jako Daniel Zamora w serialu telewizyjnym ABC Kochanki (Mistresses, 2002-2007), dramacie postapokaliptycznym produkcji The CW The 100 i serialu Single Ladies, emitowanym w stacji  VH1.
28 stycznia 2016 został zaangażowany do głównej roli w serialu telewizyjnym produkcji Starz Amerykańscy bogowie.

## Życiorys

### Wczesne lata
Urodził się w Oldham, w północno-zachodniej Anglii, jako najstarsze z trojga dzieci Angielki Maggie (z domu Goodwin) i Jamajczyka Harry’ego Whittle, byłego żołnierza Royal Air Force, z którym w młodym wieku podróżował po całym świecie. Dorastał w małej osadzie Burghfield Common w hrabstwie Berkshire, a także w Irlandii Północnej.
Jako nastolatek grał w piłkę nożną, rugby i futbol amerykański. Trenował też lekkoatletykę. Interesowały się nim kluby Arsenal F.C. i Celtic F.C. W 2004 doznał poważnie kontuzji nogi podczas charytatywnego meczu piłki nożnej.
Rozpoczął naukę na wydziale kryminologii w Southampton Institute of Higher Education (obecnie Southampton Solent University) w Southampton, jednak ostatecznie porzucił studia w 2002, by skupić się na karierze aktorskiej.

### Kariera
W czasie studiów Whittle został modelem, stając się twarzą w kampanii Reebok w 2000. Dzięki temu zwrócił uwagę agencji castingowych i wkrótce otrzymał swoją pierwszą rolę w Dream Team, serialu produkowanym przez Sky 1.
Po zagraniu pierwszej gejowskiej roli w serialu BBC One Szpital Holby City, do maja 2010 był obsadzony jako Calvin Valentine w operze mydlanej Życie w Hollyoaks.
W lipcu 2012 wystąpił w roli Charlesa w drugim sezonie serialu Single Ladies. W tym samym roku zagrał w komedii romantycznej Kraina Jane Austen. W marcu 2013 pojawił się gościnnie w serialu Agenci NCIS. Rok później otrzymał rolę Lincolna w amerykańskim serialu The 100. W czerwcu 2015 trafił na okładkę magazynu „Da Man”.
W styczniu 2016 przyjął główną rolę jako Shadow Moon w serialu produkcji Starz Amerykańscy bogowie.
W lipcu 2017 był na okładce magazynu „Men’s Fitness”, w trakcie pracy nad drugim sezonem serialu.

## Życie prywatne
W latach 2006-2009 spotykał się z Carley Stenson. W latach 2016-2018 był związany z Kirstiną Colonną.

## Filmografia

### Film
| Rok  | Tytuł              | Rola         | Dodatkowe informacje |
| ---- | ------------------ | ------------ | -------------------- |
| 2011 | Losing Sam         | Samuel       | Film krótkometrażowy |
| 2013 | Kraina Jane Austen | Captain East |                      |

### Telewizja
| Year      | Title                 | Role                    | Notes                                     |
| --------- | --------------------- | ----------------------- | ----------------------------------------- |
| 2004      | Szpital Holby City    | David Richards          | Odcinek: "You Can Choose Your Friends..." |
| 2002–2007 | Dream Team            | Ryan Naysmith           | 77 odcinków                               |
| 2006–2011 | Życie w Hollyoaks     | Calvin Valentine        | 238 odcinków                              |
| 2009      | Strictly Come Dancing | Jako on sam (uczestnik) | Odpadł w finale produkcji                 |
| 2011      | Candy Cabs            | Eddie Shannon           | Odcinek: "Episode Two"                    |
| 2012      | Single Ladies         | Charles                 | 8 odcinków                                |
| 2013      | Agenci NCIS           | Lincoln                 | Odcinek: "Detour"                         |
| 2014–2016 | The 100               | Lincoln                 | 28 odcinków                               |
| 2014      | Kochanki              | Daniel Zamora           | 10 odcinków                               |
| 2017–2021 | Amerykańscy bogowie   | Shadow Moon             | Rola główna                               |

### Nagrody i nominacje
| Rok  | Nagroda             | Kategoria           | Nominowana produkcja | Wynik     |
| ---- | ------------------- | ------------------- | -------------------- | --------- |
| 2007 | British Soap Awards | Sexiest Male        | Życie w Hollyoaks    | Nominacja |
| 2008 | British Soap Awards | Sexiest Male        | Życie w Hollyoaks    | Nominacja |
| 2009 | British Soap Awards | Sexiest Male        | Życie w Hollyoaks    | Nominacja |
| 2010 | British Soap Awards | Sexiest Male        | Życie w Hollyoaks    | Nominacja |
| 2010 | TRIC Award          | TV Soap Personality | Życie w Hollyoaks    | Wygrana   |